# Германия (персонификация)
Вижте пояснителната страница за други значения на Германия.
Женският образ Германия е персонифицираният образ (алегория) на страната Германия и на германците като народ.
Тази персонификация се свързва най-вече с Романтизма и Революцията от 1848/49 г., макар че е използвана и по-късно в Имперска Германия. Германия е изобразена със сабята на Карл Велики, наречена Жоайоз (на френски: Joyeuse). Допълнително към това тя понякога носи имперската корона на Свещената Римска империя. Германия е изобразявана най-често с червеникаво-руса дълга коса, броня и средновековен щит. На щита понякога се рисува червен орел на златен фон. Преди 1871 тя винаги носи цветовете на знамето на днешна Германия, но след 1871 държи в ръце знамето на Германската империя.

## Символика
| Символ                         | Значение                                                                    |
| ------------------------------ | --------------------------------------------------------------------------- |
| Счупени окови                  | Свобода                                                                     |
| Нагръдник с орли               | Символ на Германската империя и на сила                                     |
| Корона от дъбови листа         | Героизъм                                                                    |
| Меч                            | Готовност за битка                                                          |
| Маслинови клонки около меча    | Готовност за примирие                                                       |
| Черен, червен и жълт трикольор | Знаме на либерал-националистите от 1848 г., забранен от немските херцогства |
| Лъчи на изгряващо слънце       | Началото на нова ера                                                        |
| Ландшафт с реки и замъци       | Рейн, граница между Германия и Франция                                      |

## Галерия
Някои от многото картини на известни германски художници, пресътворили образа на Германия:
- Картина на Йоханес Шилинг
- Друга картина от Филип Файт, 1834–1836
- Паметник на Германия в парк в Бад Дюбен
- Пробуждащата се Германия (1849) от Кристиан Кьолер
- Италия и Германия, Фридрих Офербек
- Германия 1914, Фридрих Аугуст фон Каулбах
- Германия на пост на Рейн, Херман Вислиценус